# زبان سیوی
زبان سیوی (Jlan n isiwan)، سیوه‌ای یا بربری سیوه شرقی‌ترین زبان بربری است که در صحرای غربی مصر توسط حدود ۱۵٬۰۰۰ تا ۲۰٬۰۰۰ نفر در واحه‌های سیوه و قاره مصر در نزدیکی مرز لیبی گفتگو می‌شود.